# Resolució 379 del Consell de Seguretat de les Nacions Unides
La Resolució 379 del Consell de Seguretat de les Nacions Unides, adoptada el 2 novembre 1975, considerà un informe del Secretari General en relació amb la situació relativa al Sàhara Occidental. El Consell va reafirmar la resolució 377, la resolució 1514 de l'Assemblea General i va prendre nota de la greu situació amb preocupació.
La resolució insta totes les parts afectades i interessades a evitar una acció que pogués agreujar més la tensió a la zona i demana al secretari general que continuï i intensifiqui les seves consultes amb les parts interessades i que informi en la major brevetat possible.
No es donaren detalls de la votació, a part d'això, va ser "aprovada per consens."